# صدمة الميلاد
صدمة الميلاد عبارة عن الاكتئاب العابر تكوين العضلات ومنعكسات الوتر العميق التي تحدث في الأطفال الرضع بعد الميلاد. وفي 70% من الأطفال حديثي الولادة، تستمر لفترة لا تزيد عن 24 ساعة، وفي 84.3% من الأطفال، لا تزيد عن 48 ساعة. ولا يتأثر تواجدها بكيفية الميلاد سواء من خلال الولادة عبر المهبل أو الولادة القيصرية. وقد ظهر المصطلح في عام 1960.